# Джері Вайнтравб
Джером «Джері» Вайнтраб (англ. Jerome Charles Weintraub; 26 вересня 1937, Бруклін — 6 липня 2015, Санта-Барбара) — американський кінопродюсер та кіноактор. Лауреат трьох премій Еммі.

## Біографія
Вайнтраб почав свою кар'єру як продюсер тоді ще невідомого співака Джона Денвера.
У 1970-х він незмінно організовував концерти, телевізійні шоу та ролі у кінофільмах для свого підопічного, а згодом — для провідних рок-зірок США: Елвіса Преслі, Френка Сінатри, The Four Seasons, Ніла Даймонда, Боба Ділана, Led Zeppelin тощо.

## Вшанування пам'яті
У 2011 році був створений телевізійний документальний фільм про життя Вайнтрауба, що отримав назву «Його дорога».